# Społeczeństwo pierwotne
Społeczeństwo pierwotne (ang. primitive society) – termin stosowany w odniesieniu zarówno do najdawniejszych społeczeństw, jak i do społeczeństw o prostej technologii, istniejących współcześnie. Jako narzędzie opisu społeczeństw przeszłości jest ono oceniane negatywnie, gdyż żadne z nich nie jest pozostałością wcześniejszego stadium ewolucyjnego, każde ma swą własną historię i drogę rozwoju. Ponadto improwizacja na podstawie materiałów pozostałych z przeszłości nie jest rzeczą łatwą i wymaga wielkiej przenikliwości.